# Телемедична мережа Medinet

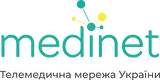

Medinet — професійна телемедична мережа України, яка забезпечує сучасний зв'язок між лікарями первинної медичної допомоги та фахівцями вторинної і третинної ланок. Це дозволяє лікарям отримати консультативну допомогу від колег-фахівців як при планових, так і при ургентних та екстрених випадках.  
Головне завдання Medinet — підвищити якість надання медичної допомоги пацієнтам, і особливо тим, що мешкають у віддалених районах.
За допомогою телемедичної системи лікарі первинної ланки можуть передавати фахівцям в електронному вигляді всю необхідну інформацію про хворого. 
Зокрема, анамнез, дані діагностичних досліджень, наприклад, електрокардіографії, УЗД, рентгенодіагностики, МРТ, показники глюкометра і т.д. 
В результаті пацієнт оперативно отримує консультацію кваліфікованого профільного лікаря, не виїжджаючи за межі свого населеного пункту.

## Практика роботи
Телемедична мережа Medinet розпочала свою роботу у квітні 2019 року. Вона стала основою для Одеського обласного центру телемедицини, створеного на базі Одеської обласної лікарні. Цей проект вдалося реалізувати завдяки ініціативам керівництва Одеської області, ДОЗ та активістів медичної спільноти. Офіційне відкриття телемедичного центру відбулося в липні 2019 року. 
На сьогодні до вертикально-інтегрованої системи телемедичних консультацій підключено 145 медичних закладів (амбулаторії сімейної практики, центральні районні, обласні лікарні, медичні центри) по Україні. Понад 1400 лікарів цих закладів успішно пройшли навчання та активно користуються телемедичною мережею. За 2019 рік ними було надано понад 10 000 телемедичних консультацій.
Розробник Medinet — група компаній IT4Medicine продовжує впроваджувати систему в регіонах України.

## Телемедична система в боротьбі з COVID - 19
В умовах боротьби з пандемією COVID -19 професійна телемедична мережа Medinet дозволяє проводити телемедичне навчання лікарів та надавати оперативну консультаційну підтримку як лікарям первинної ланки, так і лікарям спеціалізованих медзакладів. 
Крім того, функціонал мережі дозволяє фіксувати, збирати статистику та робити аналітику, пов’язану з консультаціями щодо захворюваності на коронавірус COVID -19 в Україні. 
У подальшому зібрана інформація передається в обласні ДОЗ та Центр громадського здоров’я, що допомагає у вироблені єдиної стратегії в боротьбі з поширенням коронавірусу в країні.

## Історія
- У 2017 році виникла ідея створення телемедичної системи Medinet. Стимулом стало рішенням української влади підтримати розвиток медицини у сільській місцевості, у тому числі шляхом розвитку телемедичних мереж. Крім того, медична реформа передбачала інформатизацію усіх медзакладів України, що створювало платформу для впровадження та розвитку таких мереж.
- 11 липня 2019 року в Одесі офіційно розпочав роботу обласний центр телемедицини. Його роботу організовано на базі Одеської обласної лікарні. Наразі центр об’єднує біля 90 медзакладів.
- 1 квітня 2020 року Medinet запустила функціонал, який дозволяє фіксувати, збирати статистику та робити аналітику, пов’язану з консультаціями щодо захворюваності на коронавірус COVID -19 в Україні.

## Команда
Команда Medinet складається з розробників, аналітиків, менеджерів, впровадників, маркетологів.

## ЗМІ про Medinet
В Одесі відкрили перший центр телемедицини (відео)
В Одеській обласній клінічній лікарні працює центр телемедицини (відео)
Відкриття телемедичного центру в Обласній клінічній лікарні та телемедичної мережі Одеської області
Перший в Україні: в Одесі на базі обласної клінічної лікарні запрацював цілодобовий телемедичний центр
Телемедицина в країні поганих доріг: куди рухаємося і з якою швидкістю
Факти тижня: Як працює телемедицина (відео)
Новий етап медреформи: чи допоможе телемедицина регіонам
Карантин стимулює дигіталізацію державних послуг в Україні